# Marinho Chagas
Pour les articles homonymes, voir Marinho et Chagas.
Marinho Chagas, de son vrai nom Francisco das Chagas Marinho, né le 8 février 1952 à Natal (Brésil) et mort le 1er juin 2014 à João Pessoa, est un footballeur brésilien. 
Il jouait au poste de latéral gauche, notamment avec Botafogo et l'équipe du Brésil.

## Biographie

### En équipe nationale
Marinho dispute sept matchs lors de la Coupe du monde 1974 avec l'équipe du Brésil. Le Brésil se classe quatrième de la compétition.
Il est sélectionné 36 fois (9 sélections non officielles) en équipe du Brésil, et marque quatre buts.

## Clubs
- 1968 : Riachuelo ( Brésil)
- 1969 - 1970 : ABC Futebol Clube ( Brésil)
- 1971 - 1972 : Náutico Capibaribe ( Brésil)
- 1972 - 1977 : Botafogo FR ( Brésil)
- 1977 - 1978 : Fluminense FC ( Brésil)
- 1979 : New York Cosmos ( États-Unis)
- 1980 : Fort Lauderdale Strikers ( États-Unis)
- 1981 - 1983 : São Paulo FC ( Brésil)
- 1983 : Bangu AC ( Brésil)
- 1984 : Fortaleza EC ( Brésil)
- 1985 : America FC (Natal) ( Brésil)
- 1986 - 1987 : Los Angeles Heat ( États-Unis)
- 1987 - 1988 : Harlekin Augsburg ( Allemagne)[réf. nécessaire]

## Palmarès
- Champion de l'État du Rio Grande do Norte en 1971 avec le Náutico Capibaribe
- Vainqueur de la Coupe Rio Branco en 1976 avec Botafogo
- Vainqueur de la Coupe Roca en 1976 avec Botafogo
- Champion de l'État de São Paulo en 1981 avec São Paulo
- « Ballon d'argent brésilien » en 1972, 1973 et 1981